# Watsonia latifolia
Watsonia latifolia là một loài thực vật có hoa trong họ Diên vĩ. Loài này được N.E.Br. ex Oberm. miêu tả khoa học đầu tiên năm 1962.